# VK Prostějov
VK Prostějov – czeski klub siatkarski kobiet z siedzibą w Prościejowie, założony w 1991, występujący w najwyższej klasie rozgrywkowej w Czechach (Česká volejbalová extraliga). Mistrz i zdobywca pucharu Czech. Regularny uczestnik europejskich pucharów, w tym Ligi Mistrzyń CEV.

## Nazwy klubu
- 1991–2008 VK Prostějov
- 2008–2012 VK Modřanská Prostějov
- 2012– VK AGEL Prostějov

## Sukcesy
- Mistrzostwo Czech:
  -  1. miejsce (11x): 2008/2009, 2009/2010, 2010/2011, 2011/2012, 2012/2013, 2013/2014, 2014/2015, 2015/2016, 2016/2017, 2017/2018, 2021/2022[1]
  -  2. miejsce (1x): 2018/2019
- Puchar Czech:
  -  1. miejsce (10x): 2007/2008, 2008/2009, 2009/2010, 2010/2011, 2011/2012, 2012/2013, 2013/2014, 2014/2015, 2015/2016, 2017/2018
- MEVZA:
  -  1. miejsce (1x): 2010/2011

## Kadra zawodnicza

### Sezon 2017/2018
| Nr | Imię i nazwisko       | Data ur.   | Wzrost | Pozycja      |
| -- | --------------------- | ---------- | ------ | ------------ |
| 1  | Andrea Kossanyiová    | 06.08.1993 | 185    | przyjmująca  |
| 2  | Helena Horká          | 15.06.1981 | 190    | atakująca    |
| 3  | Veronika Trnková      | 13.10.1995 | 188    | środkowa     |
| 4  | Sarah Cruz            | 08.03.1998 | 184    | przyjmująca  |
| 6  | Kathleen Weiß         | 02.02.1984 | 171    | rozgrywająca |
| 8  | Gabriela Tomašekova   | 20.09.1983 | 185    | środkowa     |
| 9  | Nina Herelová         | 13.07.1993 | 182    | środkowa     |
| 10 | Aneta Weidenthalerová | 22.01.1999 | 178    | przyjmująca  |
| 12 | Julie Jášová          | 14.09.1987 | 179    | libero       |
| 13 | Lucie Nová            | 03.05.1996 | 184    | przyjmująca  |
| 15 | Michaela Zatloukalová | 16.04.1995 | 186    | rozgrywająca |
| 16 | Tereza Slavíková      | 05.08.1998 | 168    | libero       |
| 17 | Laura Weihenmaier     | 14.04.1991 | 179    | przyjmująca  |

### Sezon 2016/2017
| Nr | Imię i nazwisko      | Data ur.   | Wzrost | Pozycja      |
| -- | -------------------- | ---------- | ------ | ------------ |
| 1  | Heidy Rodríguez      | 24.06.1993 | 187    | atakująca    |
| 2  | Barbora Gambová      | 07.03.1992 | 177    | przyjmująca  |
| 3  | Veronika Trnková     | 13.10.1995 | 188    | środkowa     |
| 7  | Veronika Tinklova    | 14.10.1986 | 177    | rozgrywająca |
| 9  | Nina Herelová        | 13.07.1993 | 182    | środkowa     |
| 10 | Yeliz Başa           | 13.08.1987 | 187    | atakująca    |
| 11 | Laura Frigo          | 26.10.1990 | 185    | środkowa     |
| 12 | Julie Jášová         | 14.09.1987 | 179    | libero       |
| 13 | Lucie Nová           | 03.05.1996 | 184    | przyjmująca  |
| 14 | Mareike Hindriksen   | 14.11.1987 | 182    | rozgrywająca |
| 17 | Laura Weihenmaier    | 14.04.1991 | 179    | przyjmująca  |
| 18 | Sulian Matienzo      | 14.12.1994 | 178    | przyjmująca  |
|    | Dayesi Masso Casales | 04.05.1990 | 184    | atakująca    |

### Sezon 2015/2016
| Nr | Imię i nazwisko     | Data ur.   | Wzrost | Pozycja      |
| -- | ------------------- | ---------- | ------ | ------------ |
| 1  | Mira Topić          | 02.06.1983 | 184    | przyjmująca  |
| 2  | Barbora Gambová     | 07.03.1992 | 177    | przyjmująca  |
| 4  | Melissa Vargas      | 16.10.1999 | 184    | atakująca    |
| 5  | Kathleen Weiß       | 02.02.1984 | 171    | rozgrywająca |
| 6  | Nina Herelová       | 13.07.1993 | 182    | środkowa     |
| 7  | Quinta Steenbergen  | 02.04.1985 | 189    | środkowa     |
| 9  | Sonja Borovinšek    | 04.07.1980 | 188    | środkowa     |
| 10 | Solange Soares      | 01.07.1980 | 182    | atakująca    |
| 12 | Julie Jášová        | 14.09.1987 | 179    | libero       |
| 15 | Tacciana Markiewicz | 25.03.1988 | 185    | przyjmująca  |
| 16 | Veronika Trnková    | 13.10.1995 | 188    | środkowa     |
| 18 | Sulian Matienzo     | 14.12.1994 | 178    | przyjmująca  |

### Sezon 2014/2015
| Nr | Imię i nazwisko        | Data ur.   | Wzrost | Pozycja      |
| -- | ---------------------- | ---------- | ------ | ------------ |
| 1  | Andrea Kossanyiová     | 06.08.1993 | 185    | przyjmująca  |
| 2  | Barbora Gambová        | 07.03.1992 | 177    | przyjmująca  |
| 3  | Ana Bogdanović         | 27.04.1989 | 198    | środkowa     |
| 4  | Stefanie Karg          | 22.10.1986 | 189    | środkowa     |
| 5  | Kathleen Weiß          | 02.02.1984 | 171    | rozgrywająca |
| 9  | Sonja Borovinšek       | 04.07.1980 | 188    | środkowa     |
| 10 | Solange Soares         | 01.07.1980 | 182    | atakująca    |
| 11 | Leanny Castañeda Simón | 18.10.1986 | 188    | atakująca    |
| 12 | Julie Jášová           | 14.09.1987 | 179    | libero       |
| 14 | Kristýna Adamčíková    | 02.07.1997 | 180    | przyjmująca  |
| 15 | Tacciana Markiewicz    | 25.03.1988 | 185    | przyjmująca  |
| 16 | Michaela Zatloukalová  | 16.04.1995 | 186    | rozgrywająca |

### Sezon 2013/2014
| Nr | Imię i nazwisko       | Data ur.   | Wzrost | Pozycja      |
| -- | --------------------- | ---------- | ------ | ------------ |
| 1  | Andrea Kossanyiová    | 06.08.1993 | 185    | przyjmująca  |
| 2  | Barbora Gambová       | 07.03.1992 | 177    | przyjmująca  |
| 3  | Klára Melicharová     | 24.05.1994 | 185    | przyjmująca  |
| 4  | Tacciana Markiewicz   | 25.03.1988 | 185    | przyjmująca  |
| 5  | Lucia Růžičková       | 10.05.1984 | 177    | rozgrywająca |
| 6  | Katie Carter          | 10.10.1985 | 192    | atakująca    |
| 7  | Quinta Steenbergen    | 02.04.1985 | 189    | środkowa     |
| 8  | Tijana Malešević      | 18.03.1991 | 185    | przyjmująca  |
| 9  | Sonja Borovinšek      | 04.07.1980 | 188    | środkowa     |
| 10 | Solange Soares        | 01.07.1980 | 182    | atakująca    |
| 11 | Kateřina Kočiová      | 03.02.1988 | 187    | przyjmująca  |
| 12 | Julie Jášová          | 14.09.1987 | 179    | libero       |
| 15 | Sara Hutinski         | 20.06.1991 | 186    | środkowa     |
| 16 | Michaela Zatloukalová | 16.04.1995 | 186    | rozgrywająca |
| 18 | Pavla Vincourová      | 12.11.1992 | 183    | rozgrywająca |

### Sezon 2012/2013
| Nr | Imię i nazwisko     | Data ur.   | Wzrost | Pozycja      |
| -- | ------------------- | ---------- | ------ | ------------ |
| 1  | Andrea Kossanyiová  | 06.08.1993 | 185    | przyjmująca  |
| 2  | Šárka Melichárková  | 08.06.1990 | 183    | przyjmująca  |
| 3  | Juliana Gomes       | 03.05.1986 | 182    | rozgrywająca |
| 4  | Marina Miletić      | 21.20.1983 | 180    | przyjmująca  |
| 6  | Cwetelina Zarkowa   | 18.12.1986 | 187    | środkowa     |
| 7  | Markéta Chlumská    | 10.01.1982 | 177    | libero       |
| 9  | Flávia de Assis     | 07.08.1979 | 183    | środkowa     |
| 10 | Solange Soares      | 01.07.1980 | 182    | atakująca    |
| 11 | Michaela Jelínková  | 02.12.1985 | 186    | rozgrywająca |
| 12 | Veronika Hrončeková | 02.01.1990 | 190    | środkowa     |
| 13 | Saskia Hippe        | 16.01.1991 | 186    | atakująca    |
| 14 | Kateřina Kočiová    | 03.02.1988 | 187    | przyjmująca  |
| 18 | Pavla Vincourová    | 12.11.1992 | 183    | rozgrywająca |

### Sezon 2011/2012
| Nr | Imię i nazwisko     | Data ur.   | Wzrost | Pozycja               |
| -- | ------------------- | ---------- | ------ | --------------------- |
| 1  | Vesna Jovanović     | 27.10.1983 | 190    | środkowa              |
| 2  | Darina Košická      | 05.01.1990 | 180    | przyjmująca           |
| 3  | Anna Velikiy        | 10.12.1982 | 180    | przyjmująca           |
| 5  | Šárka Kubínová      | 19.04.1988 | 178    | rozgrywająca          |
| 6  | Helena Horká        | 15.06.1981 | 190    | przyjmująca/atakująca |
| 7  | Markéta Chlumská    | 10.01.1982 | 177    | libero                |
| 8  | Gabriela Tomašeková | 20.09.1983 | 185    | środkowa              |
| 9  | Michaela Monzoni    | 18.04.1984 | 194    | środkowa              |
| 10 | Solange Soares      | 01.07.1980 | 182    | atakująca             |
| 11 | Sanja Popović       | 31.05.1984 | 186    | atakująca             |
| 12 | Veronika Hrončeková | 02.01.1990 | 190    | środkowa              |
| 13 | Monika Smák         | 29.08.1973 | 173    | rozgrywająca          |
| 16 | Tatiana Artmenko    | 02.09.1976 | 182    | przyjmująca           |